# Оппортунизм
Оппортуни́зм (лат. opportunus — удобный, благоприятный, выгодный, подходящий) — термин, используемый в политике и политологии, а также в экономической науке и в биологии. В современной экономической теории под оппортунизмом понимают «следование своим интересам, в том числе обманным путём».

## Политический оппортунизм
Термин «оппортунизм» возник в Третьей французской республике во второй половине XIX века и был связан с деятельностью Леона Гамбетты и его союзников (Республиканский союз). В 1878 году Гамбетта заявил:
Чтобы удержаться у власти, республиканская партия должна сделаться партией министерской. Год власти плодотворнее, чем 10 лет самой героической оппозиции.
Ради намеченной в этих словах цели Гамбетта отказался от своей прежней радикальной программы. Враги Гамбетты из крайнего левого лагеря называли его политику оппортунистской, то есть политикой приспособления к обстоятельствам. Постепенно эту кличку стали усваивать и те, к кому она прилагалась: в 1890 году один из видных представителей республиканцев-оппортунистов, Жозеф Рейнах, назвал сборник своих статей «Politique opportuniste», объяснив в предисловии, что он не считает нужным более отказываться от имени оппортунистов, хотя ни Гамбетта, ни ближайшие его последователи не употребляли этого выражения.
Термин «оппортунизм» часто используется в унизительном смысле, главным образом потому, что означает частичный или полный отказ от политических принципов, если не на словах, то на практике. Таким образом, обычно считается, что поведение оппортуниста является беспринципным: средства достижения цели сами становятся целью. В этом случае происходит утеря первоначальных отношений между целью и средствами.
Некоторые политологи находят источник оппортунизма в определённой политической методологии, которая применяется, чтобы сохранить или увеличить политическое влияние. Примером является так называемый suivisme (французский вариант термина «хвостизм»), когда люди стремятся участвовать в любом движении, которое обнаруживает признаки популярности. Иногда популизм рассматривается как имманентное свойство оппортунистической политики, как стремление угодить «наименьшему общему знаменателю».
Другие аналитики предполагают, что оппортунизм проистекает из восприятия относительных величин риска, связанных с альтернативными вариантами политики. Они утверждают, что чем больше растёт политическая организация и чем больше она имеет влияния, тем менее вероятно, что она будет проводить политику, которая могла бы потенциально привести к потере достигнутого положения. С большей вероятностью такая организация до некоторой степени поставит под угрозу свои принципы, чтобы поддержать своё положение, чем продолжит придерживаться принципов вне зависимости от последствий. Или, по крайней мере, чем больше полученное политическое влияние, тем в большей мере оказывается давление на политические принципы.

### Применение термина в марксистской традиции
В марксизме oппортуни́зм определяется как теория и практика в рабочем движении, заключающаяся в отказе от революционной борьбы пролетариата, «капитуляция» рабочего класса перед буржуазией. Обвинения в оппортунизме выдвигались во внутримарксистской полемике в отношении различных групп, причём как стоящих на более левых («левый оппортунизм»), так и более правых («правый оппортунизм») позициях, чем критики.

## В современной экономической теории
Оппортунизм экономического агента рассмотрен в работах Оливера Уильямсона, который определяет это явление как 
…следование своим интересам, в том числе обманным путём, включая сюда такие явные формы обмана, как ложь, воровство, мошенничество, но едва ли ограничиваясь ими. Намного чаще оппортунизм подразумевает более тонкие формы обмана, которые могут принимать активную и пассивную форму, проявляться ex ante и ex post.
О. Уильямсон (1985)
С точки зрения Оливера Уильямсона, оппортунизм является такой формой поведения экономического агента, когда им предоставляется неполная или искажённая информация (в том числе обман, введение в заблуждение, искажение и сокрытие истины или другие типы запутывания партнёра). Подобное поведение ведёт к возникновению информационной асимметрии, что усложняет экономическое взаимодействие и организацию как до заключения сделки (ex ante), так и после (ex post).
Примером оппортунизма ex ante является проблема неблагоприятного отбора (англ. adverse selection), когда потенциальный клиент страховой компании не заинтересован честно раскрывать свои истинные характеристики, а продавец подержанного автомобиля — реальное качество машины. Примером оппортунизма ex post является ситуация риска безответственности («морального риска», англ. moral hazard), когда застрахованный водитель может больше рисковать, зная о своей защищённости, а защищённый профсоюзом работник — увиливать от интенсивного труда.
Наличие оппортунизма в поведении агентов приносит сложности и в организацию фирмы. В случае акционерного общества, когда происходит отделение управления от собственности, возникает конфликт интересов между собственниками и наёмными топ-менеджерами, требующий специальных механизмов корпоративного управления для разрешения.
Также проблема оппортунизма анализируется в современной конституционной экономике и новой политэкономии (Дж. Бьюкенен, Г. Таллок), когда рассматривается поведение политиков до и после избрания на пост.